# Баскська пелота на літніх Олімпійських іграх 1900
Змагання з баскської пелоти (різновид пелоти) на II літніх Олімпійських іграх відбулось 14 червня. У ньому брали участь чотири спортсмени, котрі представляли дві країни. Всього пройшов лише один матч.
Це єдине офіційне змагання з баскської пелоти на літніх Олімпійських іграх. На Іграх 1924, 1968 та 1992 цей вид спорту був представлений як демонстраційний.

## Медалі
| Загальна кількість медалей |         |        |        |        |         |
| Місце                      | Країна  | Золото | Срібло | Бронза | Загалом |
| 1                          | Іспанія | 1      | 0      | 0      | 1       |
| 2                          | Франція | 0      | 1      | 0      | 1       |

## Змагання

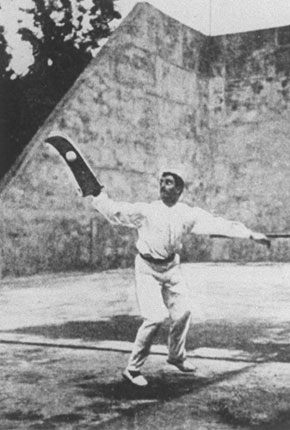
Баскська пелота на Іграх

У цьому виді спорту відбувся лише один матч між двома збірними — Іспанією та Францією, який виграли іспанці. Рахунок невідомий.
| Переможець | Рахунок | програв |
| ---------- | ------- | ------- |
| Іспанія    | ?       | Франція |

## Склади команд
У змаганнях взяли участь лише чотири спортсмени з двох країн:
- Іспанія
  - Хосе де Амесола
  - Франсіско Вільйота

- Франція
  - Моріс Дуркетті
  - Ечеґарай